# Muros de Nalón
Muros de Nalón è un comune spagnolo di 2 178 abitanti situato nella comunità autonoma delle Asturie. In località San Esteban de Pravia è bagnato dalle acque del fiume Nalón.